# Crochetage
 (janvier 2017).
Si vous disposez d'ouvrages ou d'articles de référence ou si vous connaissez des sites web de qualité traitant du thème abordé ici, merci de compléter l'article en donnant les références utiles à sa vérifiabilité et en les liant à la section « Notes et références ».
Pour les articles homonymes, voir Crochetage (homonymie).

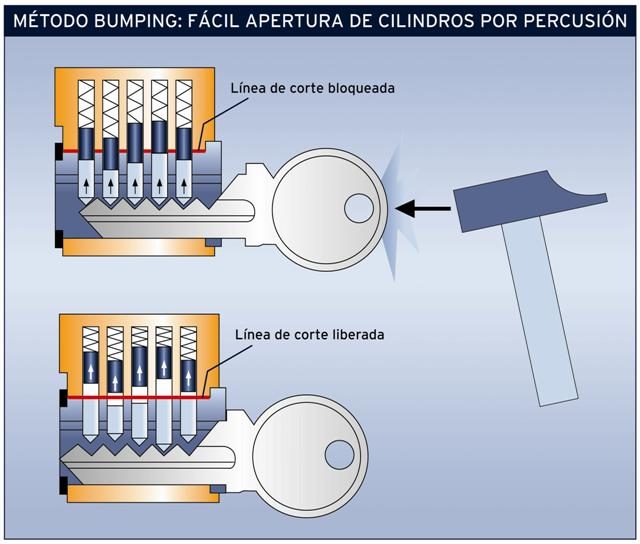
Technique de bumping au marteau.

Le crochetage est une technique d’ouverture de serrure dite « fine », ce qui signifie qu’elle permet d’ouvrir la serrure à l’aide d’outils spécifiques appelés crochets ou parapluies sans détruire la serrure[réf. nécessaire]. Le crochetage concerne tous les types de serrures, sauf les serrures magnétiques sans orifice[réf. nécessaire].
Le crochetage est principalement pratiqué par des amateurs comme passe-temps, ou encore par des serruriers formés pour crocheter les serrures. Les serruriers ont développé cette technique, laquelle nécessite une certaine maîtrise, à l’époque où les vieilles serrures pouvaient être ouvertes à l’aide d’un passe-partout, ce qui n’est plus le cas actuellement[réf. nécessaire].
Le crochetage peut être utilisé à des fins illégales, bien qu’il s’agisse d’une technique d’effraction plutôt rare, une approche destructive étant plus simple et plus rapide pour un cambrioleur dans la plupart des cas[réf. nécessaire].
En France, des pratiquants amateur de cette discipline se sont regroupés au sein de l'Association des Crocheteurs de France qui propose des rencontres mensuelles sur Paris et Nantes.

## Techniques d’ouverture fine

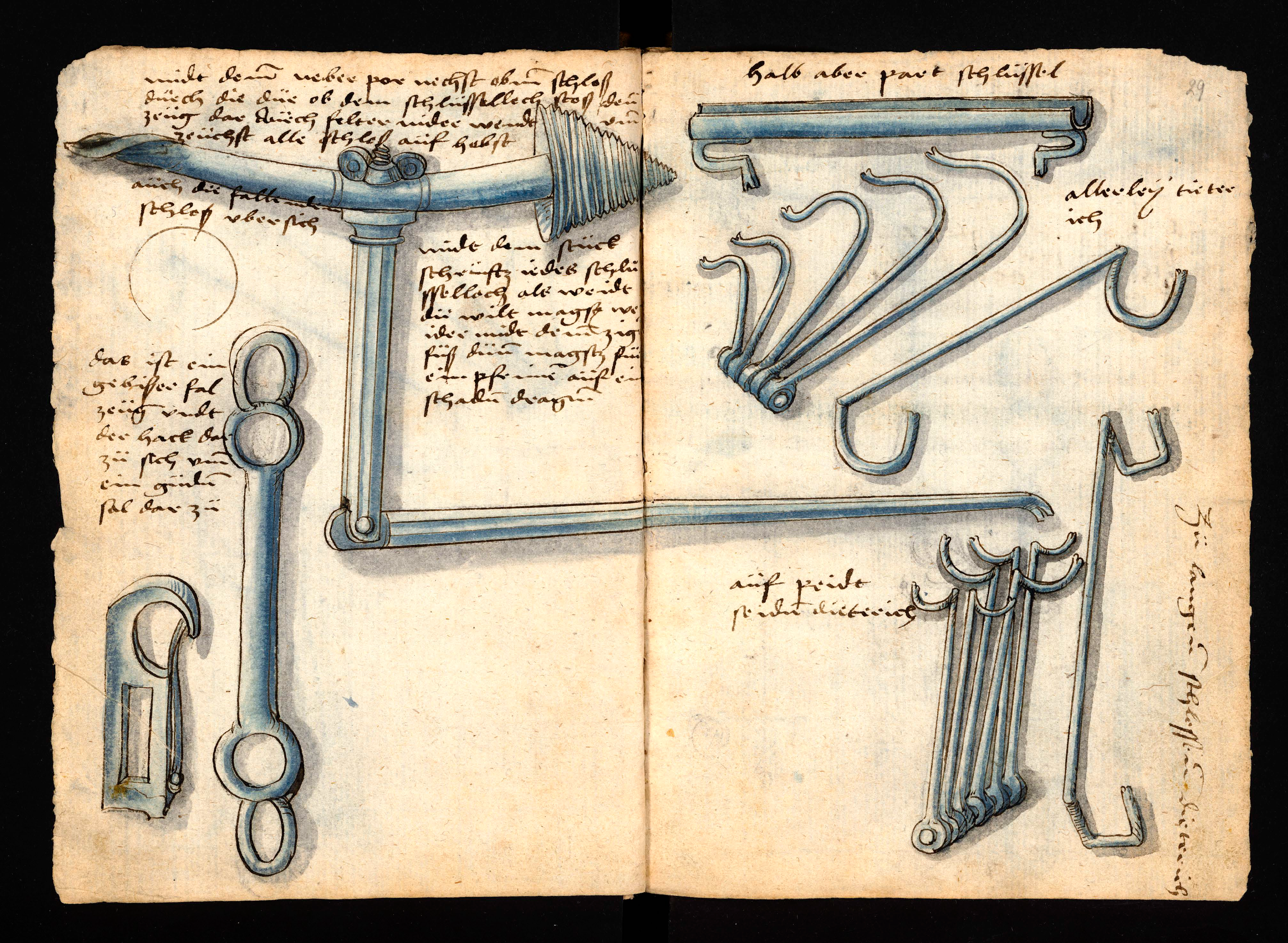
Différentes lames et outils pour ouvrir et forcer les serrures du Codex Löffelholz, Nuremberg 1505

Il existe quatre types de techniques d’ouverture fine, selon les outils utilisés :
- Alignement individuel des goupilles, à l’aide de crochets et d’entraîneurs ;
- Alignement momentané des goupilles, à l’aide d’un pistolet (pick gun) ou de clés de frappe (lock bumping (en), bump keys) ;
- Impression et fabrication d’une clé, sans démonter la serrure ;
- Décodage à l’aide de décodeurs, ce qui permet de déchiffrer la combinaison.

L’impression est la seule technique qui exige plus de cinq minutes pour ouvrir la majorité des serrures, les autres techniques permettant d’ouvrir la plupart des serrures actuelles en moins d’une minute[réf. nécessaire].

### Alignement individuel des goupilles
Les crochets sont utilisés pour la technique d’alignement individuel des goupilles, qui consiste à utiliser différents crochets pour aligner manuellement les goupilles sur la ligne de césure. Cette technique exige de la minutie et une bonne capacité à ressentir le feedback que produit la serrure.
Le « raclage » ou « ratissage » est une technique dont le mouvement de va-et-vient rapide dans la serrure est exécuté à l’aide de crochets de type « râteau », comme les crochets diamant ou serpent. Cette technique exige un niveau de précision et de maîtrise moindre, mais pourrait échouer là où des crochets traditionnels fonctionneraient.
Tous les crochets sont utilisés conjointement avec les entraîneurs, sur lesquels le crocheteur applique de la pression pour faire tourner le barillet de la serrure[réf. nécessaire].

### Alignement momentané des goupilles
Le fonctionnement du pick gun consiste à créer un espace entre les goupilles et les contre-goupilles. Le pick gun produit une force qui est retransmise par transfert d’énergie entre la goupille et la contre-goupille. Les pick guns européens sont différents des pick guns américains, car les goupilles des serrures françaises sont orientées vers le bas alors que les serrures américaines et canadiennes sont orientées vers le haut. Certains pick guns sont manuels, alors que d’autres sont électriques et ils sont également utilisés par les serruriers.
Les clés de frappe (ou bump keys) sont des clés spéciales dont les dents sont de longueur égale et moyenne. En tapant sur la clé à l’aide d’un marteau, le même effet se produit que dans le cas du pick gun : le transfert d’énergie permet de libérer la ligne de césure, et permet donc l’ouverture. Il est important d’exercer une tension rotative, autrement les goupilles ne resteront pas bloquées sur la ligne de césure. Puisqu’il existe de très nombreux profils d’entrée de clé, il est nécessaire de détenir plusieurs clés de frappe pour utiliser cette technique sur un grand nombre de serrures.
La technique d’alignement momentanée des goupilles peut représenter une solution facile et rapide, mais elle est peu instructive pour les crocheteurs qui la pratiquent, même si elle exige un certain niveau de maîtrise. Ses outils peuvent être lourds et encombrants, les clés de frappe l’étant souvent en raison de leur nombre[réf. nécessaire].

### Impression
Cette technique consiste à créer une copie de la clé originale à partir d’une clé vierge, sans démonter le cylindre. Cette technique est difficile, longue (minimum 5 minutes) et coûteuse, car chaque essai exige d’utiliser une clé vierge et certains des outils utilisés peuvent être chers. Il est également nécessaire de posséder une ébauche de clé du type de serrure à ouvrir et un outil pour tailler la clé vierge, tel qu’une lime ou un poinçon. La clé doit être insérée dans la serrure pour essayer de tourner le barillet dans le sens de l’ouverture en faisant bouger la clé vers le haut et le bas. Les goupilles de la serrure devraient alors laisser des marques sur la clé vierge. Il ne reste plus qu’à limer ces marques progressivement en essayant à clé continuellement pour éviter de la tailler excessivement (ne pas limer quand des marques sont laissées)[réf. nécessaire].

### By-Pass
Le but de cette technique est d’ouvrir la serrure en profitant des failles du système de verrouillage sans pour autant crocheter la sécurité de la serrure.
La plupart des cadenas en sont une démonstration explicite, ainsi que les portes claquées.
Le by-pass ne peut pas ouvrir tous les systèmes de fermeture, en règle générale tout système qui a été fermé avec la clé ne peut pas être ouvert par by-pass, il y a très peu d’exceptions à cette règle[réf. nécessaire].

#### Peigne
Sous-catégorie du by-pass dans le sens ou il contourne entièrement la sécurité, le peigne est un outil comportant plusieurs dents de longueur égales, et dont le nombre et l’espacement doivent correspondre aux goupilles de la serrure. Il fonctionne en repoussant l’ensemble des goupilles hors du cylindre jusqu’à l’espace ou réside normalement le ressort, libérant ainsi la rotation de celui-ci.
Pour que cela puisse fonctionner, il faut que l’ensemble des goupilles ainsi que le ressort compressé puissent rentrer dans le barillet. De ce fait, les cadenas sont plus souvent vulnérables à cette technique car ils sont souvent conçus en insérant les goupilles et ressorts par le côté du cadenas avant de le refermer lors de sa construction, ce qui laisse donc un espace conséquent et permet l’utilisation d’un peigne[réf. nécessaire].

### Ouverture de porte avec une radiographie d’imagerie médicale
Le but est d’actionner le pêne demi tour en insérant un objet très mince, comme une radiographie d’imagerie médicale, et d’ouvrir la porte sans clés et sans dégâts[réf. nécessaire].

## Les outils

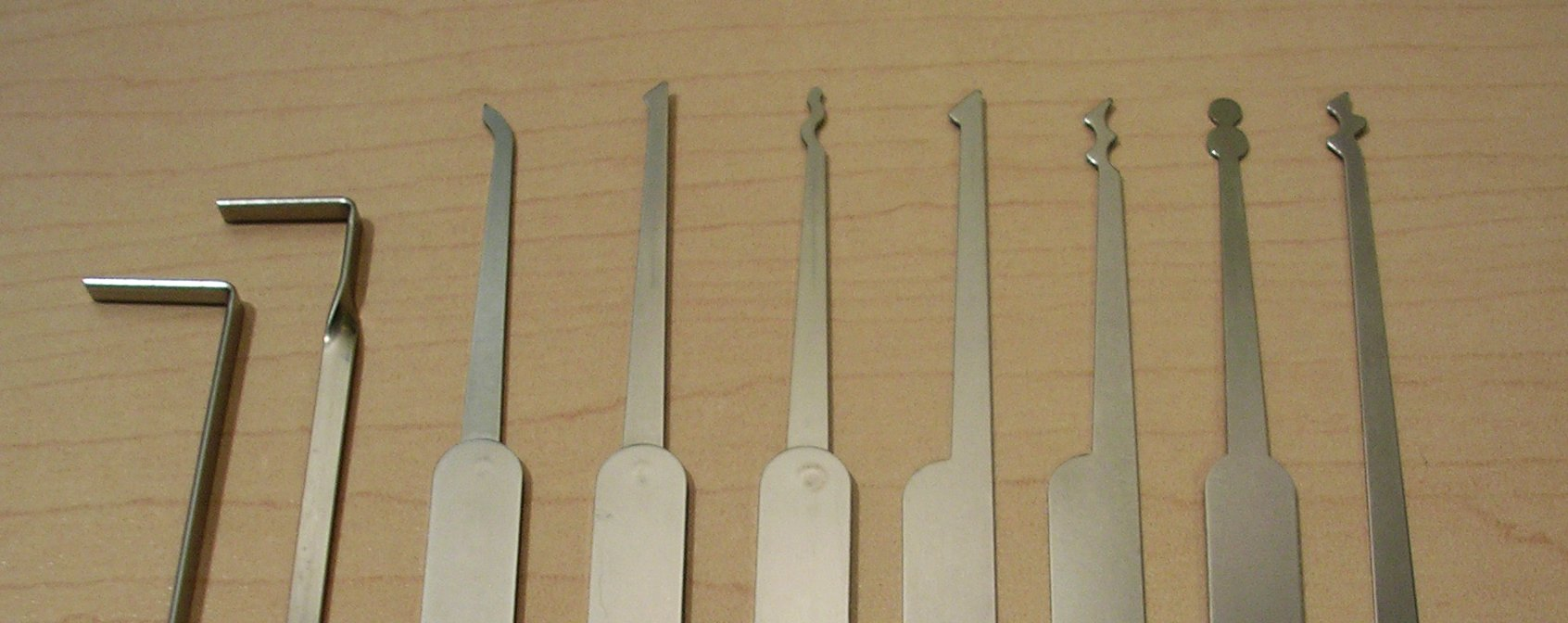
Un jeu traditionnel d’outils de crochetage. Les 2 outils à gauche sont utilisés pour la tension.

Nom des divers outils de la gauche vers la droite :
- tendeur (petit) (on parle également de tenseur, ou d’entraîneur) ;
- tendeur (grand) ;
- Hook (se traduit en français par "crochet", aussi appelé palpeur) ;
- demi-diamant petit (on distingue normalement deux angles, large, comme ici, ou aigu.) ;
- serpent ;
- demi-diamant grand (on distingue normalement deux angles, large, comme ici, ou aigu.) ;
- râteau (parfois simplement appelé "racleur" qui désigne en fait la famille des crochets utilisés pour ouvrir une serrure par raclage.) ;
- double balle ou « Snowman » ;
- serpent.

Il existe aussi la technique des crochets générés par ordinateurs. Cela consiste à essayer les crochets tels des clés[réf. nécessaire].
Il existe aussi des crochets spéciaux tels les parapluies, les hubbs, les Matadors[réf. nécessaire].

## Serrure à goupilles

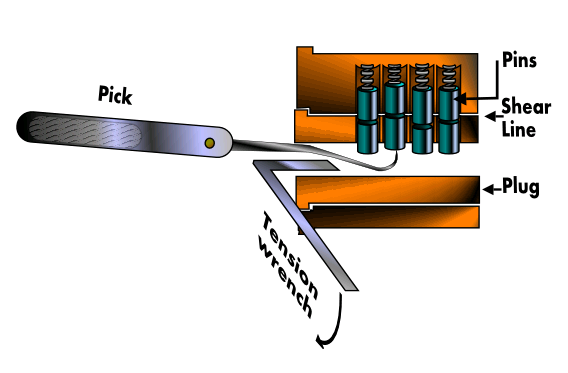
Crochetage d’une serrure à goupilles

Le crochetage des serrures à goupilles, les plus conventionnelles aujourd’hui, est une méthode non-destructrice, qui laisse peu de traces et qui est discrète. Cependant, il s’agit un exercice difficile à pratiquer, mais surtout long (un professionnel peut passer 20 minutes pour une telle serrure). Les cylindres de haute sécurité bénéficient de systèmes plus évolués rendant leur crochetage encore plus difficile, voire quasiment impossible[réf. nécessaire].

## Crochetage non mécanique
On peut noter que le crochetage inclut l'ouverture de tous les types de serrures, y compris à clés magnétiques ou électroniques.[réf. nécessaire]

## Résistance
Chaque méthode de crochetage a ses avantages et ses inconvénients. Toutes possèdent des solutions de protection, testées par des professionnels.
Les normes européennes en vigueur sont :
- EN 1627 à 1630 pour les niveaux de protection des portes[2] ;
- EN 14 450, EN 1143-1 et EN 1143-2 pour les coffres-forts[3].

Les tests de validation sont réalisés par différents laboratoires :
- CNPP (France) ;
- Instituto Giordano (Italie) ;
- SBSC (Suède) ;
- VdS Schadenverhütung (Allemagne).

Il existe notamment la marque de certification A2P (CNPP) qui permet de montrer la résistance d’une serrure :
- une étoile BP1 : 5 minutes de résistance pour le crochetage, et autres ;
- deux étoiles BP2 : 10 minutes de résistance pour le crochetage, et autres ;
- trois étoiles  BP3 : 15 minutes de résistance pour le crochetage, et autres.

## Lockpicking et hacking
La communauté hacker est intéressée par le crochetage (le terme anglais lockpicking y est plus prisé). La plupart des hackers pratiquant cette discipline fabriquent eux-mêmes leurs crochets/entraîneurs à base de lame de scie à métaux ou de lame d’essuie-glace de voiture[réf. nécessaire].

## Étude des traces
Le crochetage, comme la plupart des techniques d’ouverture "fines", s’il ne dégrade pas les mécanisme de fermetures, laisse d’infimes traces sur ceux-ci. L’étude de ces traces relève du champ de la serrurerie forensique[réf. nécessaire].